# Alexander Kähler (Unternehmer)

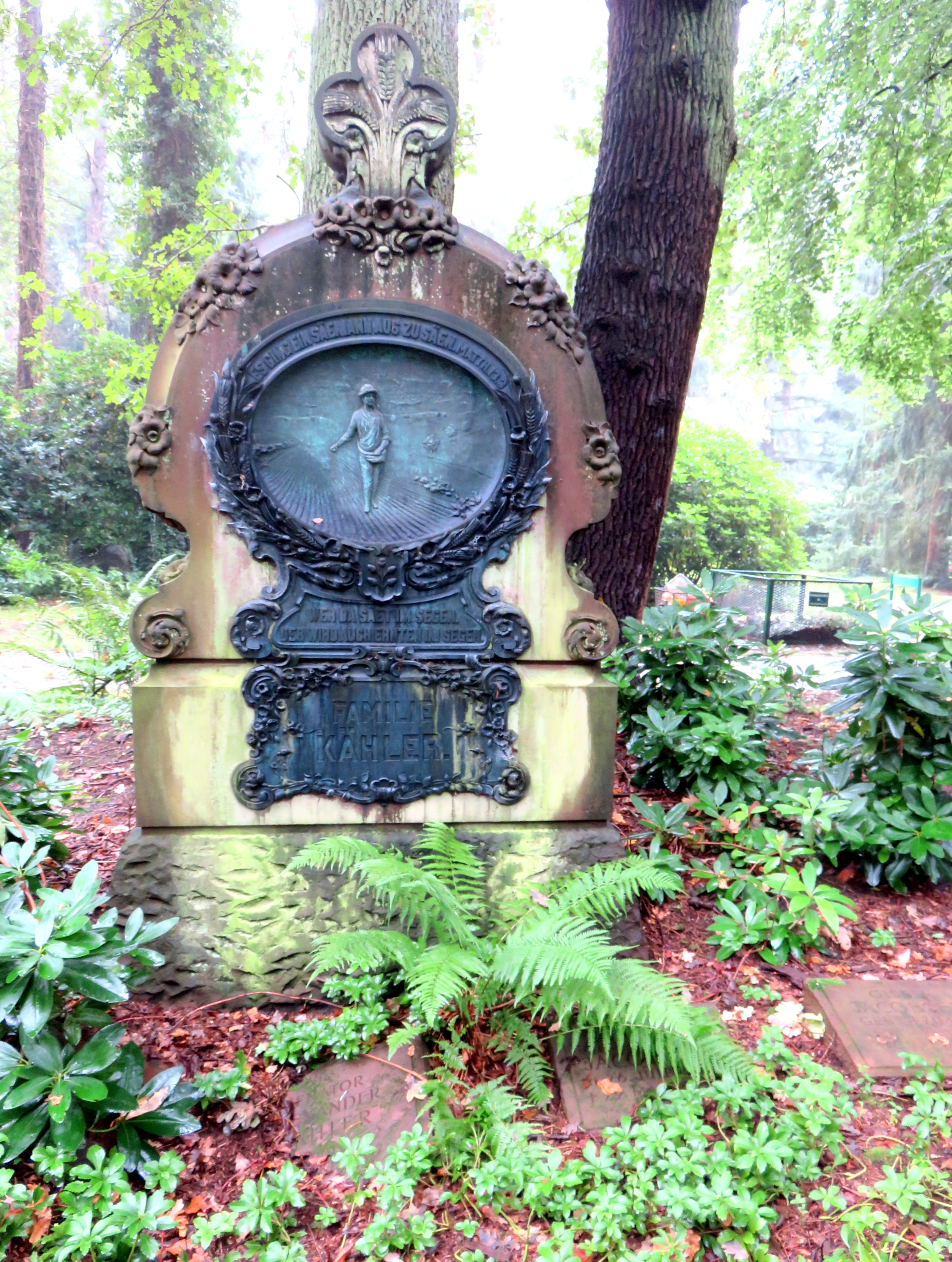
Familiengrab Alexander Kähler auf dem Friedhof Ohlsdorf

Alexander Kähler (* 17. Mai 1832 in Hamburg; † 10. Oktober 1907 in Wilstorf) war ein Unternehmer, Militär und Hamburger Senator.

## Leben und Wirken
Kähler stammte aus einer wohlhabenden Familie; sein Vater, ein Kaufmann gleichen Namens, stammte aus Altona. Kählers Vater hatte 1849 das Gut Hohenbuchen (heute in Hamburg-Poppenbüttel) erworben, auf dem er eine Ölmühle betrieb und mit der Produktion von Seife begann (siehe auch Poppenbütteler Wassermühlen).
Kähler selbst gründete 1857 die Firma Alexander Kähler, die die Ölraffinerie und Produktion von Seife auf hamburgischem Staatsgebiet betrieb.
Kähler gehörte dem Bürgermilitär an und wurde 1866 Generalstabsmajor. 1870 wurde er Richter am Niedergericht. Der Hamburgischen Bürgerschaft gehörte Kähler ab 1871 an, er schloss sich dort der Fraktion der Rechten an. Er übernahm einige Ämter, war 1884 Präses des Oberelbischen Schiedsgericht, vorher Präses der Seemannskasse; er wirkte außerdem in der Cholerakommission. Kähler war zeitweise Mitglied in der Finanzdeputation und der Deputation für Handel und Schifffahrt. Außerdem gehörte er dem Präsidium der Handelskammer Hamburg an.
Am 24. August 1888 schied Kähler aus der Bürgerschaft aus, da er in den Senat gewählt wurde. Auch dort war er in unterschiedlichen Deputationen tätig, vor allem im sozialen und kirchlichen Bereich.
1892 gehörte Kähler, wohnhaft Adolphstraße 52, der Kommission für die Hamburger Münze an. Er gehörte beispielsweise auch einer Senatskommission an, die 1896 einen Kompromissvorschlag zur Lösung der Verhandlungen zwischen streikenden Hafenarbeitern und Unternehmern während des Hamburger Hafenarbeiterstreiks 1896/97 erzielen sollte.
Kähler schied aus Altersgründen zum 30. Juli 1907 aus dem Senat aus; zu seinem Nachfolger wurde Adolf Leberecht Strack.
Kähler verstarb im Sanatorium Dr. Pfannkuch in Wilsdorf an einer Lungenentzündung und wurde auf dem Friedhof Ohlsdorf im Planquadrat Q 25 nördlich Wasserturm beerdigt.